# لوغان ماكغينيس
لوغان ماكغينيس (بالإنجليزية: Logan McGuinness)‏ مواليد 4 سبتمبر 1987 في أونتاريو، هو ملاكم محترف كندي يصنف ضمن فئة وزن الريشة.

## إحصائيات
خاض خلال مسيرته 24 نزالا، فاز في 23 وتعادل في 1 ولم يخسر. فاز بالضربة القاضية في 10 نزالات.

## روابط خارجية
- لوغان ماكغينيس على موقع بوكس ريك (الإنجليزية) (registration required)